# Mordella luteosignata
Mordella luteosignata es una especie de coleóptero de la familia Mordellidae.

## Distribución geográfica
Habita en Borneo.